# Бой в проливе Бадунг

Бой в проливе Бадунг (англ. Battle of Badung Strait), известный также как Бой у Бали — ночное морское сражение Второй мировой войны, состоявшееся в проливе Бадунг
19−20 февраля 1942 года у острова Бали между союзной эскадрой ABDA под командованием голландского контр-адмирала Карела Доормана и японским конвоем, предпринимающем высадку на Бали. Несмотря на явное превосходство союзных сил, лучшая подготовленность японского флота к ночным боям привела к тому, что союзники, не добившись результата, потеряли эсминец «Пит Хейн» потопленным и лёгкий крейсер «Тромп» — тяжело повреждённым, и были вынуждены отступить, позволив японцам беспрепятственно высадить десант.